# Wichard von Alvensleben (Offizier)

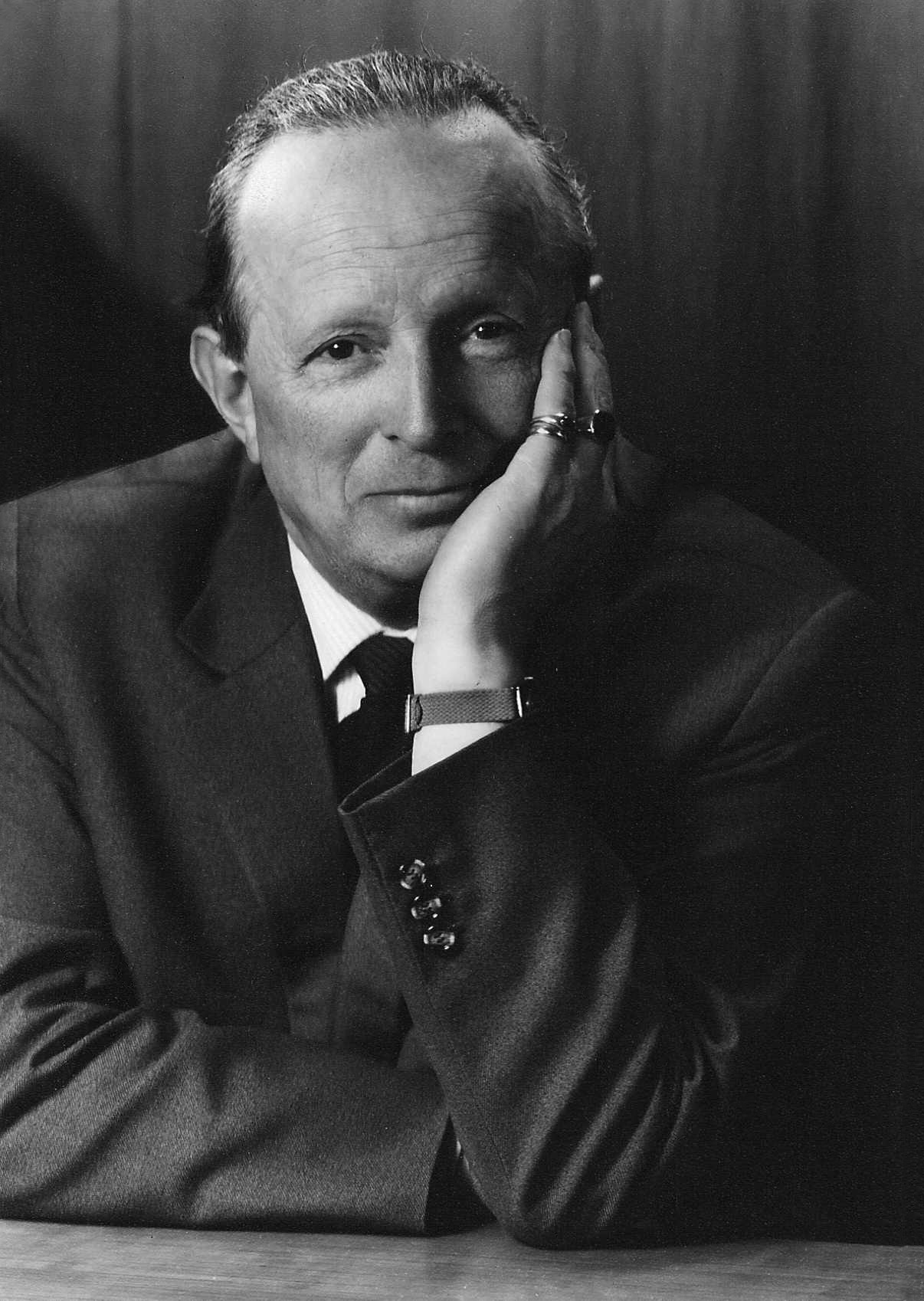
Wichard von Alvensleben

Wichard Albrecht von Alvensleben (* 19. Mai 1902 in Wittenmoor; † 14. August 1982 in Ascheberg (Holstein)) war ein deutscher Landwirt und Förster. Er befreite 1945 als deutscher Offizier prominente SS-Geiseln in Südtirol.

## Leben
Wichard von Alvensleben entstammte der niederdeutschen Adelsfamilie von Alvensleben und war der vierte und jüngste Sohn von Ludolf Udo von Alvensleben (1852–1923) aus Wittenmoor und dessen Frau Ida von Glasenapp (1866–1924). Sein ältester Bruder war der Kunsthistoriker Udo von Alvensleben, der das väterliche Gut Wittenmoor übernahm. Sein zweitältester Bruder war der SS- und Polizeiführer in Italien Ludolf Jakob von Alvensleben. Er besuchte die Schule im Kloster Unser Lieben Frauen in Magdeburg sowie die Ritterakademie in Dom Brandenburg und machte das Abitur 1921 auf der Klosterschule Roßleben. Nach vierjähriger praktischer Ausbildung in Land- und Forstwirtschaft studierte er Forstwirtschaft, Landwirtschaft und Jura in Eberswalde und München. 1927 heiratete er Cora von Erxleben (1905–1945), Erbin der Güter Tankow-Seegenfelde, Landkreis Friedeberg Nm., und Dertzow, Landkreis Soldin in der Neumark. Von 1929 bis 1939 bewirtschaftete er diese Güter. 1936 erwarb er außerdem das 750 ha umfangreiche Forstgut Viarthlum, Landkreis Rummelsburg i. Pom. 1934 und 1936 wurden zwei Töchter geboren. Wichard von Alvensleben war seit 1933 Ehrenritter und 1958 Rechtsritter des Johanniterordens und ein tiefgläubiger Christ.
Im Zweiten Weltkrieg war von Alvensleben als Offizier der Wehrmacht in Polen, Frankreich, Russland, im Afrikafeldzug und in Italien eingesetzt. In Russland wurde er 1941 schwer verwundet und erhielt das Verwundetenabzeichen, das Infanterie-Sturmabzeichen und das Eiserne Kreuz 1. Klasse. Seine Frau Cora erschoss sich bei der Ankunft der Roten Armee am 29. Januar 1945 in Tankow. Das Schloss wurde geplündert und niedergebrannt, der Besitz unter polnische Verwaltung gestellt.
Im Herbst 1945 aus amerikanischer Gefangenschaft entlassen, fand von Alvensleben zunächst Zuflucht bei Verwandten in Nörten-Hardenberg bei Göttingen. Bis 1952 arbeitete er als Holzfuhrmann, Angestellter einer Zuckerfabrik und war zeitweise arbeitslos. Im August 1946 heiratete er in zweiter Ehe Astrid von Brand, verwitwete Gräfin von Brockdorff-Ahlefeldt, deren Mann in Russland gefallen war. Von 1952 bis 1956 verwaltete er das Brockdorffsche Gut in Ascheberg bei Plön. Danach arbeitete er für das Diakonische Werk der Evangelischen Kirche in Rendsburg. Seine Verantwortungsbereiche waren die Integration von Flüchtlingen, insbesondere von Jugendlichen, und die Alkoholikerbetreuung. 1974 ging er in den Ruhestand. Er starb 1982. Seine Ruhestätte befindet sich auf dem Brockdorffschen Familienfriedhof in Ascheberg.
Er war Ritter des Hubertusordens.

## Die Befreiung der SS-Geiseln
In die letzten Tage des Zweiten Weltkriegs fiel ein Ereignis, das sein Leben nach eigenen Angaben tief geprägt hat. Am 30. April 1945 war er in Südtirol an der Befreiung von 141 prominenten Sonderhäftlingen aus den Händen der SS beteiligt.
Alvensleben selbst gab 1964 – in einem Brief an Martin Niemöller – dem damaligen Ablauf eine christliche Deutung: Es sei kein Zufall gewesen, „sondern Fügung und Führung durch das Walten außerweltlicher Kräfte, die wir Christen als Gott bezeichnen“. Demgegenüber sei das Herausstreichen irgendeines Mitwirkenden gegenstandslos, „da wir alle nur Werkzeuge und Handlanger waren, die nach höheren Intentionen benötigt wurden“. Anders sei der unwahrscheinliche Ablauf der Ereignisse für den nachdenklichen Eingeweihten nicht zu erklären. „Aber“ – so schließt er den Brief an Niemöller – „wie sagen wir es den Heutigen?“